# Metallea setosa
Metallea setosa är en tvåvingeart som först beskrevs av Townsend 1917.  Metallea setosa ingår i släktet Metallea och familjen Rhiniidae. Inga underarter finns listade i Catalogue of Life.